# レバノン侵攻による文化遺産の破壊
2024年レバノン侵攻の影響で、文化遺産、その他多くの歴史的建造物は破壊された。本頁ではそのレバノン侵攻による文化遺産の破壊（レバノンしんこうによるぶんかいさんのはかい）について記述する。

## 背景
考古総局は、文化省の管轄下にあるレバノンの政府機関であり、同国の文化遺産を管理している。レバノンの文化遺産には世界遺産も含まれており、そしてフェニキア、ローマ帝国、オスマン帝国などの多くの文化が入り混じったという特徴がある。2006年のレバノン侵攻を含め、レバノンで紛争が起きると、レバノンの文化遺産はよく危険に晒された。

## 破壊
「ヘリテージ・フォー・ピース（平和のための遺産）」などの団体は、2024年レバノン侵攻による破壊を記録し始めたが、『中東・北アフリカの絶滅危惧考古学』プロジェクトのグレアム・フィリップはBBCの取材に対して、紛争による被害の全容はまだ不明だと述べている。またフィリップは、イスラム国による文化遺産の破壊と被害を比較し、前者が意図的なものであったのに対し、レバノンの遺産への影響は意図的なものではない可能性が高いとした。加えてイスラエル軍による空爆の規模が大きいため、被害が大きくなる可能性が高いと述べた。
レバノン南部は甚大な被害を受けた。『ル・モンド』紙の分析によると、レバノン南部の建築物の38％が侵攻中に損傷または破壊された。イスラエル国防軍（IDF）によって、歴史的な家屋や最近建てられた建造物を含む村全体を空爆で破壊したというケースもあったとされる。レバノンのサルキス・クーリ考古総局長は、「これらの村々の歴史的記憶を完全かつ組織的に破壊することは、最も有害なことである 」と述べた。遺産保護を目的とするNGOのビラディによると、9月の侵攻開始から11月の一時停戦までの間に、20以上の文化遺産が被害を受けたという。うち、9つは完全に破壊された。また被害を直接的に受けていなかったとしても、爆撃の影響で間接的に文化遺産の破壊に繋がっているともされている。
紛争の初期、IDFはレバノン南部のティブニンを攻撃し、その結果、中世の城は被害を受け、城壁のひとつが崩壊した。10月9日、19世紀に建てられたデルガヤの聖ゲオルギオス教会がIDFの空爆を受け、少なくとも破壊された教会に避難していた8人が死亡した。10月12日、空爆によりナバティエのオスマン帝国時代（1516-1918年）のスークが破壊された。その翌日、クファル・ティブニットにある18世紀のモスクがイスラエル空軍の空襲で破壊された。尚、そのモスクは、侵攻中に被害を受けた全3つのモスクのうちのひとつである。
ティルスは砲撃を受け、ユネスコの世界遺産に登録されているティルス自体は直接被害を受けなかったが、東ローマ帝国時代やオスマン帝国時代の建造物を含む付近の史跡が被害を受けた。

## 反応

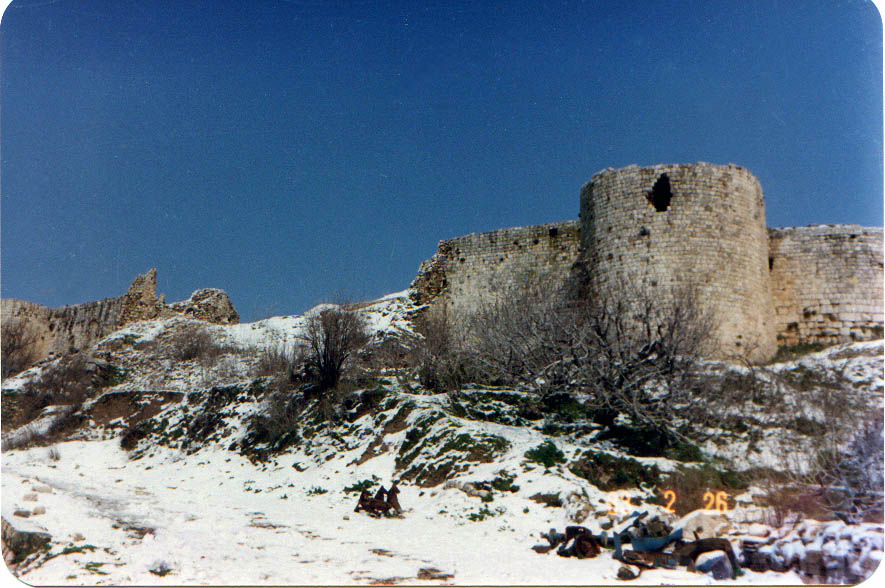
ユネスコは、ティブニン城を含むレバノンの34の遺産での遺産保護を強化。この中世の城（2006年の写真）は、レバノン侵攻時に被害を受けた。

10月17日、国際記念物遺跡会議（ICOMOS）は、同地域の紛争による人命の損失と文化遺産の被害について声明を発表した。 ユネスコは翌月、緊急会合を開き、レバノンの34の遺跡に「保護の強化」を指示、また遺産保護用の財源をレバノンに提供した。NBCニュースは、「イスラエルはヒズボラだけを標的にしているとしており、ヒズボラが文化遺産を含む民間インフラ・施設の中やその近くに潜り込んでいるため、仕方ないとイスラエル国防軍側は考えている」と報道した。